# Мозкова атака (фільм)
Мозкова атака (англ. Mindstorm) — канадський фільм 2001 року.

## Сюжет
У сенатора Армитажа, головного кандидата на пост президента країни, викрадена дочка. Поліція змушена вдатися до послуг Трейсі Веллман — приватного детектива-екстрасенса, що спеціалізується на пошуках зниклих людей. У ході розслідування Трейсі виявляє таємне товариство озброєних людей, очолюваних Девідом Мендесом, загадковим гуру, що володіє феноменальними телепатичні здібності і необмеженою владою над своєю «паствою». Від результату кровопролитної сутички залежатиме, не тільки доля сенатора і його дочки, а й національної безпеки.

## У ролях
- Антоніо Сабато мол. — Ден Олівер
- Еммануель Вогьє — Трейсі Веллман
- Кларенс Вільямс III — Волтер Голден
- Ед О'Росс — Caretaker
- Майкл Моріарті — Шмідт
- Вільям Б. Девіс — Періш
- Майкл Айронсайд — Сенатор Білл Армитаж
- Ерік Робертс — Девід Мендес
- Сара Картер — Райанна Армитаж
- Марк Голден — агент Марк Тафт
- Реджина Гелфенд — Іда
- Вільям С. Тейлор — агент Генрі
- Джеймс Кірк — молодий Малкольм
- Кірстен Праут — молодий Трейсі Веллман
- Кірстен Робек — Жанетт
- Нельс Леннарсон — ATF Officer
- Франсуаза Йіп — диктор
- Аура Бенвік — офіціантка
- Райлі Кантнер — молодий Рікі
- Марк Іванда — офіціант
- Майкл Дербас — член культу
- Тарас Костюк

в титрах не вказані
- Десіслава Ніколова — дівчина в автомобілі
- Деніел Томас Мерфі — таємний поліцейський
- Білл О'Доннелл — солдат
- Камерон К. Сміт — Cult Client
- Бред Тернер — красень